# A Dél-afrikai Köztársaság a 2016. évi nyári olimpiai játékokon
A Dél-afrikai Köztársaság a brazíliai Rio de Janeiróban megrendezett 2016. évi nyári olimpiai játékok egyik részt vevő nemzete volt. Az országot az olimpián 15 sportágban 135 sportoló képviselte, akik összesen 10 érmet szereztek.

## Érmesek
| Érem  | Versenyző | Sportág  | Versenyszám                    |
| ----- | --- | -------- | ------------------------------ |
| Arany | Wayde van Niekerk | Atlétika | Férfi 400 m                    |
| Arany | Caster Semenya | Atlétika | Női 800 m                      |
| Ezüst | Luvo Manyonga | Atlétika | Férfi távolugrás               |
| Ezüst | Sunette Viljoen | Atlétika | Női gerelyhajítás              |
| Ezüst | Lawrence Brittain Shaun Keeling | Evezés   | Férfi kormányos nélküli kettes |
| Ezüst | Chad le Clos | Úszás    | Férfi 200 m gyors              |
| Ezüst | Cameron van der Burgh | Úszás    | Férfi 100 m mell               |
| Ezüst | Chad le Clos | Úszás    | Férfi 100 m pillangó           |
| Bronz | Nemzeti válogatott Cecil Afrika Tim Agaba Kyle Brown Juan de Jongh Justin Geduld Francois Hougaard Werner Kok Cheslin Kolbe Dylan Sage Seabelo Senatla Kwagga Smith Philip Snyman Roscko Speckman | Rögbi    | Férfi rögbi                    |
| Bronz | Henri Schoeman | Triatlon | Férfi                          |

## Atlétika
Férfi
| Versenyző              | Versenyszám     | Selejtező | Selejtező | Selejtező | Előfutam | Előfutam | Előfutam | Elődöntő | Elődöntő | Elődöntő | Döntő         | Döntő         |
| Versenyző              | Versenyszám     | Idő       | Hely.     | Össz.     | Idő      | Hely.    | Össz.    | Idő      | Hely.    | Össz.    | Idő           | Helyezés      |
| ---------------------- | --------------- | --------- | --------- | --------- | -------- | -------- | -------- | -------- | -------- | -------- | ------------- | ------------- |
| Henricho Bruintjies    | 100 m           | kiemelt   | kiemelt   | kiemelt   | 10,33    | 6.       | 44.      | kiesett  | kiesett  | kiesett  | kiesett       | kiesett       |
| Akani Simbine          | 100 m           | kiemelt   | kiemelt   | kiemelt   | 10,14    | 1.       | 13.*     | 9,98     | 3.       | 6.       | 9,94          | 5.            |
| Anaso Jobodwana        | 200 m           |           |           |           | 20,53    | 4.       | 36.      | kiesett  | kiesett  | kiesett  | kiesett       | kiesett       |
| Tlotliso Leotlela      | 200 m           |           |           |           | 20,59    | 4.       | 43.*     | kiesett  | kiesett  | kiesett  | kiesett       | kiesett       |
| Clarence Munyai        | 200 m           |           |           |           | 20,66    | 3.       | 52.**    | kiesett  | kiesett  | kiesett  | kiesett       | kiesett       |
| Wayde van Niekerk      | 400 m           |           |           |           | 45,26    | 1.       | 8.*      | 44,45    | 2.       | 5.       | 43,03         |               |
| Jacob Rozani           | 800 m           |           |           |           | 1:49,79  | 5.       | 44.      | kiesett  | kiesett  | kiesett  | kiesett       | kiesett       |
| Reinhardt van Rensburg | 800 m           |           |           |           | 1:45,67  | 2.       | 3.       | 1:45,33  | 5.       | 13.      | kiesett       | kiesett       |
| Elroy Gelant           | 5000 m          |           |           |           | 13:22,00 | 7.       | 7.       |          |          |          | 13:17,47      | 13.           |
| Stephen Mokoka         | 10 000 m        |           |           |           |          |          |          |          |          |          | 27:54,57      | 18.           |
| Antonio Alkana         | 110 m gát       |           |           |           | 13,64    | 5.       | 22.      | 13,55    | 7.       | 17.      | kiesett       | kiesett       |
| Le Roux Hamman         | 400 m gát       |           |           |           | 49,72    | 7.       | 26.      | kiesett  | kiesett  | kiesett  | kiesett       | kiesett       |
| Lindsay Hanekom        | 400 m gát       |           |           |           | 50,22    | 7.       | 38.      | kiesett  | kiesett  | kiesett  | kiesett       | kiesett       |
| L. J. van Zyl          | 400 m gát       |           |           |           | 49,12    | 2.       | 15.      | 49,00    | 5.       | 12.      | kiesett       | kiesett       |
| Lusapho April          | Maraton         |           |           |           |          |          |          |          |          |          | 2:15:24       | 24.           |
| Lungile Gongqa         | Maraton         |           |           |           |          |          |          |          |          |          | nem ért célba | nem ért célba |
| Sibusiso Nzima         | Maraton         |           |           |           |          |          |          |          |          |          | 2:25:33       | 97.           |
| Lebogang Shange        | 20 km gyaloglás |           |           |           |          |          |          |          |          |          | 1:25:07       | 44.           |
| Wayne Snyman           | 20 km gyaloglás |           |           |           |          |          |          |          |          |          | 1:29:20       | 58.           |
| Marc Mundell           | 50 km gyaloglás |           |           |           |          |          |          |          |          |          | 4:11:03       | 38.           |

| Versenyző              | Versenyszám   | Selejtező | Selejtező | Döntő    | Döntő    |
| Versenyző              | Versenyszám   | Eredmény  | Helyezés  | Eredmény | Helyezés |
| ---------------------- | ------------- | --------- | --------- | -------- | -------- |
| Stefan Brits           | Távolugrás    | 771 cm    | 22.       | kiesett  | kiesett  |
| Luvo Manyonga          | Távolugrás    | 812 cm    | 4.        | 837 cm   |          |
| Ruswahl Samaai         | Távolugrás    | 803 cm    | 5.        | 797 cm   | 9.       |
| Godfrey Khotso Mokoena | Hármasugrás   | 16,51 m   | 21.       | kiesett  | kiesett  |
| Rocco van Rooyen       | Gerelyhajítás | 78,48 m   | 24.       | kiesett  | kiesett  |

| Versenyző       | Versenyszám | 100 m | 100 m | Távolugrás | Távolugrás | Súlylökés | Súlylökés | Magasugrás       | Magasugrás       | 400 m         | 400 m         | 110 m gát     | 110 m gát     | Diszkoszvetés | Diszkoszvetés | Rúdugrás      | Rúdugrás      | Gerelyhajítás | Gerelyhajítás | 1500 m        | 1500 m        | Végeredmény   | Végeredmény   |
| Versenyző       | Versenyszám | Idő   | Pont  | Eredmény   | Pont       | Eredmény  | Pont      | Eredmény         | Pont             | Idő           | Pont          | Idő           | Pont          | Eredmény      | Pont          | Eredmény      | Pont          | Eredmény      | Pont          | Idő           | Pont          | Pont          | Helyezés      |
| --------------- | ----------- | ----- | ----- | ---------- | ---------- | --------- | --------- | ---------------- | ---------------- | ------------- | ------------- | ------------- | ------------- | ------------- | ------------- | ------------- | ------------- | ------------- | ------------- | ------------- | ------------- | ------------- | ------------- |
| Willem Coertzen | Tízpróba    | 11,12 | 834   | 698 cm     | 809        | 14,00 m   | 728       | nem állt rajthoz | nem állt rajthoz | nem ért célba | nem ért célba | nem ért célba | nem ért célba | nem ért célba | nem ért célba | nem ért célba | nem ért célba | nem ért célba | nem ért célba | nem ért célba | nem ért célba | nem ért célba | nem ért célba |

Női
| Versenyző         | Versenyszám     | Selejtező | Selejtező | Selejtező | Előfutam | Előfutam | Előfutam | Elődöntő | Elődöntő | Elődöntő | Döntő    | Döntő    |
| Versenyző         | Versenyszám     | Idő       | Hely.     | Össz.     | Idő      | Hely.    | Össz.    | Idő      | Hely.    | Össz.    | Idő      | Helyezés |
| ----------------- | --------------- | --------- | --------- | --------- | -------- | -------- | -------- | -------- | -------- | -------- | -------- | -------- |
| Carina Horn       | 100 m           | kiemelt   | kiemelt   | kiemelt   | 11,32    | 2.       | 18.      | 11,20    | 6.       | 17.      | kiesett  | kiesett  |
| Alyssa Conley     | 100 m           | kiemelt   | kiemelt   | kiemelt   | 11,57    | 6.       | 41.*     | kiesett  | kiesett  | kiesett  | kiesett  | kiesett  |
| Alyssa Conley     | 200 m           |           |           |           | 23,17    | 4.       | 36.      | kiesett  | kiesett  | kiesett  | kiesett  | kiesett  |
| Justine Palframan | 200 m           |           |           |           | 23,33    | 5.       | 43.*     | kiesett  | kiesett  | kiesett  | kiesett  | kiesett  |
| Justine Palframan | 400 m           |           |           |           | 53,96    | 7.       | 48.      | kiesett  | kiesett  | kiesett  | kiesett  | kiesett  |
| Tsholofelo Thipe  | 400 m           |           |           |           | 52,80    | 4.       | 38.      | kiesett  | kiesett  | kiesett  | kiesett  | kiesett  |
| Caster Semenya    | 800 m           |           |           |           | 1:59,31  | 1.       | 6.       | 1:58,15  | 1.       | 1.       | 1:55,28  |          |
| Dominique Scott   | 10 000 m        |           |           |           |          |          |          |          |          |          | 31:51,47 | 21.      |
| Wenda Nel         | 400 m gát       |           |           |           | 55,55    | 2.       | 7.       | 55,83    | 6.       | 13.      | kiesett  | kiesett  |
| Christine Kalmer  | Maraton         |           |           |           |          |          |          |          |          |          | 2:48:24  | 96.      |
| Dina Phalula      | Maraton         |           |           |           |          |          |          |          |          |          | 2:41:46  | 63.      |
| Anel Oosthuizen   | 20 km gyaloglás |           |           |           |          |          |          |          |          |          | 1:45:06  | 63.      |

| Versenyző        | Versenyszám   | Selejtező | Selejtező | Döntő    | Döntő    |
| Versenyző        | Versenyszám   | Eredmény  | Helyezés  | Eredmény | Helyezés |
| ---------------- | ------------- | --------- | --------- | -------- | -------- |
| Lynique Prinsloo | Távolugrás    | 610 cm    | 33.       | kiesett  | kiesett  |
| Sunette Viljoen  | Gerelyhajítás | 63,54 m   | 6.        | 64,92 m  |          |

* - egy másik versenyzővel azonos eredményt ért el

** - két másik versenyzővel azonos eredményt ért el

## Cselgáncs
Férfi
| Versenyző    | Versenyszám | Selejtező         | 32-es főtábla                      | Nyolcaddöntő      | Negyeddöntő       | Elődöntő          | Vigaszág elődöntő | Bronz- mérkőzés   | Döntő             | Helyezés |
| Versenyző    | Versenyszám | Ellenfél Eredmény | Ellenfél Eredmény                  | Ellenfél Eredmény | Ellenfél Eredmény | Ellenfél Eredmény | Ellenfél Eredmény | Ellenfél Eredmény | Ellenfél Eredmény | Helyezés |
| ------------ | ----------- | ----------------- | ---------------------------------- | ----------------- | ----------------- | ----------------- | ----------------- | ----------------- | ----------------- | -------- |
| Zack Piontek | Középsúly   | erőnyerő          | Tiago Camilo (BRA) · 000(1)–101(1) | kiesett           | kiesett           | kiesett           |                   |                   |                   | 17.      |

## Evezés
Férfi
| Versenyző                                          | Versenyszám              | Előfutam | Előfutam | Vigaszág | Vigaszág | Elődöntő | Elődöntő | Elődöntő | Döntő | Döntő   | Döntő | Helyezés |
| Versenyző                                          | Versenyszám              | Idő      | Hely.    | Idő      | Hely.    | Típus    | Idő      | Hely.    | Típus | Idő     | Hely. | Helyezés |
| -------------------------------------------------- | ------------------------ | -------- | -------- | -------- | -------- | -------- | -------- | -------- | ----- | ------- | ----- | -------- |
| James Thompson John Smith                          | Könnyűsúlyú kétpárevezős | 6:23,10  | 1.       | erőnyerő | erőnyerő | A/B      | 6:38,01  | 1.       | A     | 6:33,29 | 4.    | 4.       |
| Lawrence Brittain Shaun Keeling                    | Kormányos nélküli kettes | 6:41,42  | 2.       | erőnyerő | erőnyerő | A/B      | 6:27,59  | 3.       | A     | 7:02,51 | 2.    |          |
| David Hunt Jonathan Smith Vincent Breet Jake Green | Kormányos nélküli négyes | 6:01,64  | 4.       | 6:34,97  | 1.       | A/B      | 6:15,22  | 2.       | A     | 6:05,80 | 4.    | 4.       |

Női
| Versenyző                       | Versenyszám              | Előfutam | Előfutam | Vigaszág | Vigaszág | Elődöntő | Elődöntő | Elődöntő | Döntő | Döntő   | Döntő | Helyezés |
| Versenyző                       | Versenyszám              | Idő      | Hely.    | Idő      | Hely.    | Típus    | Idő      | Hely.    | Típus | Idő     | Hely. | Helyezés |
| ------------------------------- | ------------------------ | -------- | -------- | -------- | -------- | -------- | -------- | -------- | ----- | ------- | ----- | -------- |
| Kirsten McCann Ursula Grobler   | Könnyűsúlyú kétpárevezős | 7:07,37  | 1.       | erőnyerő | erőnyerő | A/B      | 7:19,09  | 1.       | A     | 7:11,26 | 5.    | 5.       |
| Lee-Ann Persse Kate Christowitz | Kormányos nélküli kettes | 7:11,29  | 2.       | erőnyerő | erőnyerő | A/B      | 7:24,03  | 3.       | A     | 7:28,50 | 5.    | 5.       |

## Golf
| Versenyző      | Versenyszám  | 1. forduló | 1. forduló | 2. forduló | 2. forduló | 3. forduló | 3. forduló | 4. forduló | 4. forduló | Összesen | Összesen | Összesen |
| Versenyző      | Versenyszám  | Pont       | Par        | Pont       | Par        | Pont       | Par        | Pont       | Par        | Pontszám | Par      | Helyezés |
| -------------- | ------------ | ---------- | ---------- | ---------- | ---------- | ---------- | ---------- | ---------- | ---------- | -------- | -------- | -------- |
| Brandon Stone  | Férfi egyéni | 75         | +4         | 72         | +1         | 71         | 0          | 75         | +4         | 293      | +9       | 55.      |
| Jaco Van Zyl   | Férfi egyéni | 71         | 0          | 74         | +3         | 70         | −1         | 71         | 0          | 286      | +2       | 43.      |
| Paula Reto     | Női egyéni   | 74         | +3         | 67         | −4         | 68         | −3         | 71         | 0          | 280      | −4       | 16.      |
| Ashleigh Simon | Női egyéni   | 75         | +4         | 69         | −2         | 77         | +6         | 75         | +4         | 296      | +12      | 50.      |

## Kajak-kenu

### Gyorsasági
Női
| Versenyző         | Versenyszám       | Előfutam | Előfutam | Előfutam | Elődöntő | Elődöntő | Elődöntő | Döntő | Döntő    | Döntő    | Helyezés |
| Versenyző         | Versenyszám       | Idő      | Hely.    | Össz.    | Idő      | Hely.    | Össz.    | Típus | Idő      | Helyezés | Helyezés |
| ----------------- | ----------------- | -------- | -------- | -------- | -------- | -------- | -------- | ----- | -------- | -------- | -------- |
| Bridgitte Hartley | Kajak egyes 200 m | 41,698   | 3.       | 14.      | 41,478   | 3.       | 13.      | B     | 42,066   | 5.       | 13.      |
| Bridgitte Hartley | Kajak egyes 500 m | 1:55,737 | 3.       | 15.      | 1:58,397 | 5.       | 13.      | B     | 2:01,890 | 8.       | 16.      |

## Kerékpározás

### BMX
| Versenyző | Versenyszám | Selejtező | Selejtező | Negyeddöntő | Negyeddöntő | Elődöntő | Elődöntő | Döntő   | Döntő    | Helyezés |
| Versenyző | Versenyszám | Idő       | Helyezés  | Pont        | Helyezés    | Pont     | Helyezés | Idő     | Helyezés | Helyezés |
| --------- | ----------- | --------- | --------- | ----------- | ----------- | -------- | -------- | ------- | -------- | -------- |
| Kyle Dodd | Férfi       | 36,454    | 26.       | 14          | 6.          | kiesett  | kiesett  | kiesett | kiesett  | 21.      |

### Hegyi-kerékpározás
| Versenyző     | Versenyszám        | Idő        | Helyezés |
| ------------- | ------------------ | ---------- | -------- |
| Alan Hatherly | Férfi terepverseny | 1:42:03    | 26.      |
| James Reid    | Férfi terepverseny | lekörözték | 42.      |

### Országúti kerékpározás
Férfi
| Versenyző      | Versenyszám   | Idő             | Helyezés |
| -------------- | ------------- | --------------- | -------- |
| Daryl Impey    | Mezőnyverseny | 6:19:43 (+9:38) | 28.      |
| Louis Meintjes | Mezőnyverseny | 6:10:27 (+0:22) | 7.       |

Női
| Versenyző          | Versenyszám   | Idő              | Helyezés |
| ------------------ | ------------- | ---------------- | -------- |
| An-Li Kachelhoffer | Mezőnyverseny | 4:01:29 (+10:02) | 39.      |
| Ashleigh Moolman   | Mezőnyverseny | 3:52:41 (+1:14)  | 10.      |
| Ashleigh Moolman   | Időfutam      | 46:29,11         | 12.      |

## Labdarúgás

### Férfi
| Dél-afrikai férfi labdarúgócsapat-játékoskeret | Dél-afrikai férfi labdarúgócsapat-játékoskeret |
| --- | --- |
| - Rivaldo Coetzee - Keagan Dolly (c) - Andile Fikizolo - Itumeleng Khune* - Thabiso Kutumela - Deolin Mekoa - Repo Malepe - Menzi Masuku - Eric Mathoho* | - Kwandakwensizwa Mngonyama - Abbubaker Mobara - Maphosa Modiba - Tebogo Moerane - Tashreeq Morris - Lebo Mothiba - Gift Motupa - Mothobi Mvala - Phumlani Ntshangase |

* - túlkoros játékos

#### Eredmények
Csoportkör
A csoport
| Hely. | Csapat                        | M | Gy | D | V | G+ | G– | Gk | P | Továbbjutás |
| ----- | ----------------------------- | - | -- | - | - | -- | -- | -- | - | ----------- |
| 1.    | Brazília (BRA)                | 3 | 1  | 2 | 0 | 4  | 0  | +4 | 5 | Negyeddöntő |
| 2.    | Dánia (DEN)                   | 3 | 1  | 1 | 1 | 1  | 4  | −3 | 4 | Negyeddöntő |
| 3.    | Irak (IRQ)                    | 3 | 0  | 3 | 0 | 1  | 1  | 0  | 3 |             |
| 4.    | Dél-afrikai Köztársaság (RSA) | 3 | 0  | 2 | 1 | 1  | 2  | −1 | 2 |             |

| 2016. augusztus 4. 16:00 (21:00) |

| Brazília (BRA) | 0–0         | Dél-afrikai Köztársaság (RSA) |
| -------------- | ----------- | ----------------------------- |
|                | Jegyzőkönyv | Mvala 56′, 59′                |

| Estádio Nacional de Brasília, Brazíliaváros Nézőszám: 69 389 Játékvezető: Antonio Mateu Lahoz (spanyol) |

| 2016. augusztus 7. 19:00 (0:00) |

| Dánia (DEN) | 1–0               | Dél-afrikai Köztársaság (RSA) |
| ----------- | ----------------- | ----------------------------- |
| Skov 69'    | (0–0) Jegyzőkönyv |                               |

| Estádio Nacional de Brasília, Brazíliaváros Nézőszám: 32 314 Játékvezető: Szató Rjúdzsi (japán) |

| 2016. augusztus 10. 22:00 (3:00) |

| Dél-afrikai Köztársaság (RSA) | 1–1               | Irak (IRQ)      |
| ----------------------------- | ----------------- | --------------- |
| Motupa 6'                     | (1–1) Jegyzőkönyv | Abd el-Amír 14' |

| Arena de São Paulo, São Paulo Nézőszám: 37 742 Játékvezető: Roddy Zambrano (ecuadori) |

| Csapat                        | Helyezés |
| ----------------------------- | -------- |
| Dél-afrikai Köztársaság (RSA) | 13.      |

### Női
| Dél-afrikai női labdarúgócsapat-játékoskeret                                                                                             | Dél-afrikai női labdarúgócsapat-játékoskeret |
| --- | --- |
| - Roxanne Barker - Amanda Dlamini - Refiloe Jane - Thembi Kgatlana - Mammello Makhabane - Stephanie Malherbe - Noko Matlou - Sanah Mollo | - Linda Motlhalo - Shiwe Nogwanya - Mpumi Nyandeni - Lebohang Ramalepe - Jermaine Seoposenwe - Leandra Smeda - Janine van Wyk (c) - Nothando Vilakazi |

#### Eredmények
Csoportkör
E csoport
| Csapat                        | M | Gy | D | V | Rg | Kg | Gk | P |
| ----------------------------- | - | -- | - | - | -- | -- | -- | - |
| Brazília (BRA)                | 3 | 2  | 1 | 0 | 8  | 1  | +7 | 7 |
| Kína (CHN)                    | 3 | 1  | 1 | 1 | 2  | 3  | –1 | 4 |
| Svédország (SWE)              | 3 | 1  | 1 | 1 | 2  | 5  | –3 | 4 |
| Dél-afrikai Köztársaság (RSA) | 3 | 0  | 1 | 2 | 0  | 3  | –3 | 1 |

| 2016. augusztus 3. 13:00 (18:00) |

| Svédország (SWE) | 1–0               | Dél-afrikai Köztársaság (RSA) |
| ---------------- | ----------------- | ----------------------------- |
| Fischer 76'      | (0–0) Jegyzőkönyv |                               |

| Estádio Olímpico João Havelange, Rio de Janeiro Nézőszám: 13 439 Játékvezető: Teodora Albon (román) |

| 2016. augusztus 6. 19:00 (0:00) |

| Dél-afrikai Köztársaság (RSA) | 0–2               | Kína (CHN)                                            |
| ----------------------------- | ----------------- | ----------------------------------------------------- |
|                               | (0–1) Jegyzőkönyv | Ku Ja-sa (Gu Yasha) 45+1' Tan Zsu-jin (Tan Ruyin) 87' |

| Estádio Olímpico João Havelange, Rio de Janeiro Nézőszám: 25 000 Játékvezető: Esther Staubli (svájci) |

| 2016. augusztus 9. 21:00 (3:00) |

| Dél-afrikai Köztársaság (RSA) | 0–0         | Brazília (BRA) |
| ----------------------------- | ----------- | -------------- |
|                               | Jegyzőkönyv |                |

| Arena da Amazônia, Manaus Nézőszám: 38 415 Játékvezető: Stéphanie Frappart (francia) |

| Csapat                        | Helyezés |
| ----------------------------- | -------- |
| Dél-afrikai Köztársaság (RSA) | 10.      |

## Lovaglás
Díjlovaglás
| Versenyző     | Ló         | Versenyszám | 1. kör | 1. kör | 2. kör  | 2. kör  | Döntő   | Döntő   | Végeredmény | Végeredmény |
| Versenyző     | Ló         | Versenyszám | Pont   | Hely.  | Pont    | Hely.   | Pont    | Hely.   | Pont        | Helyezés    |
| ------------- | ---------- | ----------- | ------ | ------ | ------- | ------- | ------- | ------- | ----------- | ----------- |
| Tanya Seymour | Ramoneur 6 | Egyéni      | 63,929 | 56.    | kiesett | kiesett | kiesett | kiesett | kiesett     | kiesett     |

## Műugrás
Női
| Versenyző     | Versenyszám    | Selejtező | Selejtező | Elődöntő | Elődöntő | Döntő   | Döntő    |
| Versenyző     | Versenyszám    | Pont      | Helyezés  | Pont     | Helyezés | Pont    | Helyezés |
| ------------- | -------------- | --------- | --------- | -------- | -------- | ------- | -------- |
| Julia Vincent | Egyéni műugrás | 220,30    | 29.       | kiesett  | kiesett  | kiesett | kiesett  |

## Rögbi

### Férfi
| Dél-afrikai férfi rögbi-játékoskeret                                                                     | Dél-afrikai férfi rögbi-játékoskeret                                                            |
| --- | ----------------------------------------------------------------------------------------------- |
| - Cecil Afrika - Tim Agaba - Kyle Brown - Juan de Jongh - Justin Geduld - Francois Hougaard - Werner Kok | - Cheslin Kolbe - Dylan Sage - Seabelo Senatla - Kwagga Smith - Philip Snyman - Roscko Speckman |

#### Eredmények
Csoportkör
B csoport
| Csapat                        | M | Gy | D | V | P+ | P– | Pk  | P |
| ----------------------------- | - | -- | - | - | -- | -- | --- | - |
| Dél-afrikai Köztársaság (RSA) | 3 | 2  | 0 | 1 | 55 | 12 | +43 | 7 |
| Franciaország (FRA)           | 3 | 2  | 0 | 1 | 57 | 45 | +12 | 7 |
| Ausztrália (AUS)              | 3 | 2  | 0 | 1 | 52 | 48 | +4  | 7 |
| Spanyolország (ESP)           | 3 | 0  | 0 | 3 | 17 | 76 | –59 | 3 |

| 2016. augusztus 9. 11:30 (16:30) |                    | Dél-afrikai Köztársaság (RSA) | 24–0 | Spanyolország (ESP) |  | Deodoro Stadion, Rio de Janeiro |
| 2016. augusztus 9. 11:30 (16:30) | (14–0) Jegyzőkönyv |                               |      |                     |  | Deodoro Stadion, Rio de Janeiro |

| 2016. augusztus 9. 16:30 (21:30) |                    | Dél-afrikai Köztársaság (RSA) | 26–0 | Franciaország (FRA) |  | Deodoro Stadion, Rio de Janeiro |
| 2016. augusztus 9. 16:30 (21:30) | (19–0) Jegyzőkönyv |                               |      |                     |  | Deodoro Stadion, Rio de Janeiro |

| 2016. augusztus 10. 11:30 (16:30) |                    | Dél-afrikai Köztársaság (RSA) | 5–12 | Ausztrália (AUS) |  | Deodoro Stadion, Rio de Janeiro |
| 2016. augusztus 10. 11:30 (16:30) | (0–12) Jegyzőkönyv |                               |      |                  |  | Deodoro Stadion, Rio de Janeiro |

Negyeddöntő
| 2016. augusztus 10. 18:30 (23:30) |                    | Dél-afrikai Köztársaság (RSA) | 22–5 | Ausztrália (AUS) |  | Deodoro Stadion, Rio de Janeiro |
| 2016. augusztus 10. 18:30 (23:30) | (10–5) Jegyzőkönyv |                               |      |                  |  | Deodoro Stadion, Rio de Janeiro |

Elődöntő
| 2016. augusztus 11. 15:00 (20:00) |                   | Nagy-Britannia (GBR) | 7–5 | Dél-afrikai Köztársaság (RSA) |  | Deodoro Stadion, Rio de Janeiro |
| 2016. augusztus 11. 15:00 (20:00) | (0–5) Jegyzőkönyv |                      |     |                               |  | Deodoro Stadion, Rio de Janeiro |

Bronzmérkőzés
| 2016. augusztus 11. 18:30 (23:30) |                    | Japán (JPN) | 14–54 | Dél-afrikai Köztársaság (RSA) |  | Deodoro Stadion, Rio de Janeiro |
| 2016. augusztus 11. 18:30 (23:30) | (7–21) Jegyzőkönyv |             |       |                               |  | Deodoro Stadion, Rio de Janeiro |

| Csapat                        | Helyezés |
| ----------------------------- | -------- |
| Dél-afrikai Köztársaság (RSA) |          |

## Tollaslabda
| Versenyző      | Versenyszám | Csoportkör                                                                         | Csoportkör | Nyolcaddöntő      | Negyeddöntő       | Elődöntő          | Bronz- mérkőzés   | Döntő             | Helyezés |
| Versenyző      | Versenyszám | Ellenfél Eredmény                                                                  | Hely.      | Ellenfél Eredmény | Ellenfél Eredmény | Ellenfél Eredmény | Ellenfél Eredmény | Ellenfél Eredmény | Helyezés |
| -------------- | ----------- | ---------------------------------------------------------------------------------- | ---------- | ----------------- | ----------------- | ----------------- | ----------------- | ----------------- | -------- |
| Jacob Maliekal | Férfi egyes | N csoport · Szon Vanho (KOR) · 10–21, 10–21 · Artem Pochtarov (UKR) · 21-18, 21-19 | 2.         | kiesett           | kiesett           | kiesett           | kiesett           | kiesett           | 14.      |

## Torna
Férfi
| Versenyző      | Versenyszám      | Selejtező | Selejtező | Döntő    | Döntő    |
| Versenyző      | Versenyszám      | Pontszám  | Helyezés  | Pontszám | Helyezés |
| -------------- | ---------------- | --------- | --------- | -------- | -------- |
| Ryan Patterson | Talaj            | 14,300    | 14.       | kiesett  | kiesett  |
| Ryan Patterson | Korlát           | 13,000    | 63.       | kiesett  | kiesett  |
| Ryan Patterson | Nyújtó           | 13,291    | 63.       | kiesett  | kiesett  |
| Ryan Patterson | Gyűrű            | 13,333    | 66.       | kiesett  | kiesett  |
| Ryan Patterson | Lólengés         | 13,033    | 61.       | kiesett  | kiesett  |
| Ryan Patterson | Egyéni összetett | 80,690    | 46.       | kiesett  | kiesett  |

## Triatlon
| Versenyző       | Versenyszám | 1,5 km úszás | Depózás 1 | 40 km kerékpározás | Depózás 2 | 10 km futás | Összesítés | Összesítés |
| Versenyző       | Versenyszám | Idő          | Idő       | Idő                | Idő       | Idő         | Idő        | Helyezés   |
| --------------- | ----------- | ------------ | --------- | ------------------ | --------- | ----------- | ---------- | ---------- |
| Richard Murray  | Férfi       | 18:20        | 0:46      | 55:35              | 0:35      | 30:34       | 1:45:50    | 4.         |
| Henri Schoeman  | Férfi       | 17:25        | 0:53      | 55:01              | 0:34      | 31:50       | 1:45:43    |            |
| Mari Rabie      | Női         | 19:04        | 0:52      | 1:01:32            | 0:35      | 37:10       | 1:59:13    | 11.        |
| Gillian Sanders | Női         | 19:50        | 0:56      | 1:03:59            | 0:39      | 36:05       | 2:01:29    | 23.        |

## Úszás
Férfi
| Versenyző                                                      | Versenyszám      | Előfutam | Előfutam | Előfutam | Elődöntő | Elődöntő | Elődöntő | Döntő     | Döntő    |
| Versenyző                                                      | Versenyszám      | Idő      | Hely.    | Össz.    | Idő      | Hely.    | Össz.    | Idő       | Helyezés |
| -------------------------------------------------------------- | ---------------- | -------- | -------- | -------- | -------- | -------- | -------- | --------- | -------- |
| Douglas Erasmus                                                | 50 m gyors       | 22,37    | 4.       | 29.      | kiesett  | kiesett  | kiesett  | kiesett   | kiesett  |
| Brad Tandy                                                     | 50 m gyors       | 21,94    | 4.       | 12.      | 21,80    | 3.       | 8.       | 21,79     | 6.*      |
| Matthew Meyer                                                  | 1500 m gyors     | 15:36,22 | 7.       | 41.      |          |          |          | kiesett   | kiesett  |
| Devon Brown                                                    | 400 m gyors      | 3:45,92  | 2.       | 12.      |          |          |          | kiesett   | kiesett  |
| Devon Brown                                                    | 200 m gyors      | 1:46,78  | 5.       | 13.      | 1:46,57  | 6.       | 12.      | kiesett   | kiesett  |
| Chad le Clos                                                   | 200 m gyors      | 1:45,89  | 2.       | 3.       | 1:45,94  | 5.       | 7.       | 1:45,20   |          |
| Chad le Clos                                                   | 100 m pillangó   | 51,75    | 3.       | 7.       | 51,43    | 2.       | 2.       | 51,14     | **       |
| Chad le Clos                                                   | 200 m pillangó   | 1:55,57  | 1.       | 3.       | 1:55,19  | 3.       | 4.       | 1:54,06   | 4.       |
| Sebastien Rousseau                                             | 200 m pillangó   | 1:57,33  | 8.       | 23.      | kiesett  | kiesett  | kiesett  | kiesett   | kiesett  |
| Sebastien Rousseau                                             | 400 m vegyes     | 4:18,72  | 7.       | 21.      |          |          |          | kiesett   | kiesett  |
| Michael Meyer                                                  | 400 m vegyes     | 4:18,13  | 5.       | 17.      |          |          |          | kiesett   | kiesett  |
| Christopher Reid                                               | 100 m hát        | 53,68    | 5.       | 12.      | 53,70    | 5.       | 10.      | kiesett   | kiesett  |
| Cameron van der Burgh                                          | 100 m mell       | 59,35    | 2.       | 7.       | 59,21    | 3.       | 3.       | 58,69     |          |
| Cameron van der Burgh                                          | 200 m mell       | 2:12,67  | 7.       | 26.      | kiesett  | kiesett  | kiesett  | kiesett   | kiesett  |
| Jarred Crous                                                   | 200 m mell       | 2:12,64  | 8.       | 25.      | kiesett  | kiesett  | kiesett  | kiesett   | kiesett  |
| Devon Brown Sebastien Rousseau Calvyn Justus Dylan Bosch       | 4 × 200 m gyors  | 7:12,61  | 4.       | 10.      |          |          |          | kiesett   | kiesett  |
| Christopher Reid Cameron van der Burgh Dylan Bosch Devon Brown | 4 × 100 m vegyes | 3:35,50  | 7.       | 13.      |          |          |          | kiesett   | kiesett  |
| Chad Ho                                                        | 10 km nyílt vízi |          |          |          |          |          |          | 1:53:04,8 | 10.      |

Női
| Versenyző      | Versenyszám      | Döntő     | Döntő    |
| Versenyző      | Versenyszám      | Idő       | Helyezés |
| -------------- | ---------------- | --------- | -------- |
| Michelle Weber | 10 km nyílt vízi | 1:59:05,0 | 18.      |

* - egy másik versenyzővel azonos időt ért el

** - két másik versenyzővel azonos időt ért el

## Vitorlázás
Férfi
| Versenyző                 | Versenyszám    | Futam | Futam | Futam | Futam | Futam | Futam | Futam | Futam | Futam | Futam | Futam   | Pontszám | Helyezés |
| Versenyző                 | Versenyszám    | 1     | 2     | 3     | 4     | 5     | 6     | 7     | 8     | 9     | 10    | É       | Pontszám | Helyezés |
| ------------------------- | -------------- | ----- | ----- | ----- | ----- | ----- | ----- | ----- | ----- | ----- | ----- | ------- | -------- | -------- |
| Stefano Marcia            | Laser          | 30    | 25    | 42    | 38    | 43    | 38    | (44)  | 36    | 39    | 40    | kiesett | 331      | 40.      |
| Roger Hudson Asenathi Jim | 470-es osztály | 18    | (24)  | 15    | 14    | 11    | 18    | 11    | 20    | 18    | 23    | kiesett | 148      | 20.      |